# Abdoulay Konko
Abdoulay Konko (* 9. března 1984, Marseille, Francie) je francouzský fotbalový obránce marockého původu, od roku 2016 hráč klubu Atalanta BC. Hraje na pravé straně obrany.

## Klubová kariéra
- FC Martigues (mládež)
- Genoa CFC (mládež)
- Juventus FC (mládež)
- Juventus FC 2004–2006
- →  FC Crotone (hostování) 2004–2006
- AC Siena 2006–2007
- Genoa CFC 2007–2008
- Sevilla FC 2008–2010
- Genoa CFC 2011
- SS Lazio 2011–2016
- Atalanta BC 2016–